# Хедвига Розенбаумова
Хедвига Розембаумова (чеш. Hedwiga Rosenbaumová или чеш. Hedvig Rosenbaum; 1880 — непознато) је била чешка тенисерка учесница на Летњим олимпијским играма 1900. одржаним у Паризу.
На олимпијским играма је освојила две бронзане медаље. Након што је у четвртфиналу појединачне конкуренције била слободна, она је изгубила у полуфиналу од Францускиње Елен Прево у два сета са 1:6, 1:6. У мешовитој конкуренцији, играла је у пару са Британцем Арчибалдом Ворденом. У четвртфиналу победили су француски пар Katie Gillou и P. Verdi-Delisle да би у полуфиналу игубили од француско британског пара Елен Прево и Харолд Махони у два сета 3:6, 0:6. Бронзана медаља освојена у игри мешовитих парова због састава играча из две земља приписана је мешовитом тиму.